# 닐스 케르스트홀트

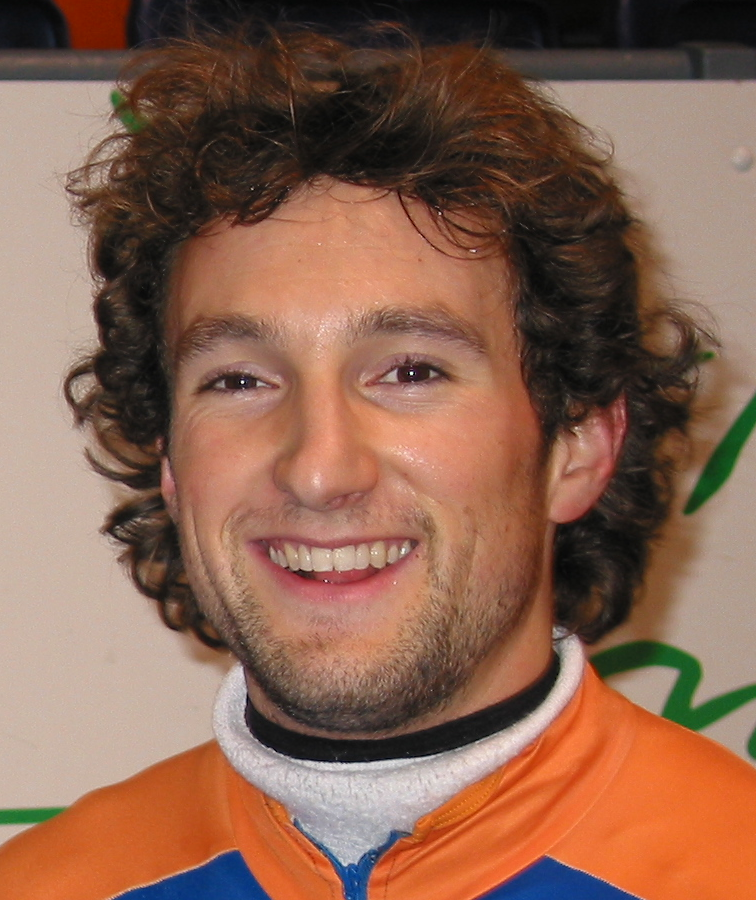

닐스 케르스트홀트(네덜란드어: Niels Kerstholt, 1983년 4월 2일~)는 네덜란드의 쇼트트랙 선수이다.